# Steven Kanumba
Steven Charles Kanumba (8 de gener de 1984 - 7 d'abril de 2012) va ser un actor i director de cinema tanzà. Va morir el 2012 a l'edat de 28 anys. El 2017 l'actriu Elizabeth Michael va ser declarada culpable d'homicidi involuntari per la mort del director i sentenciada a dos anys de presó. Més de 30.000 persones van assistir al seu funeral. Se'l va descriure com l'estrella de cinema més popular de Tanzània i va aparèixer en pel·lícules de Nollywood.

## Carrera
Kanumba va començar a actuar en la dècada de 1990. El 2002 es va unir al grup de teatre Kaole Arts Group. Va aparèixer en les telenovel·les Jahazi i Dira i va fer el seu debut cinematogràfic a Haviliki. Més tard va aparèixer a Dar 2 Lagos, una pel·lícula en les quals van participar actors tanzanos i nigerians. També va aparèixer a les pel·lícules She is My Sister, This Is It i Love Gamble. El 2009 va actuar com a convidat especial a Big Brother Africa 4.
Poc abans de morir havia preparat el seu primer paper per una pel·lícula de Hollywood, encara que ja era l'estrella de cinema més popular de Tanzània i havia participat en pel·lícules de Nollywood.

## Defunció
Kanumba va morir després de caure a la seva habitació el 7 d'abril de 2012, aparentment per un cop al cap. La seva nòvia de 17 anys en aquell moment, l'actriu Elizabeth Michael, va negar haver-li causat la mort. Tot i així, el 2017, l'actriu va ser condemnada per homicidi involuntari i sentenciada a dos anys de presó. Finalment va ser alliberada el 12 de maig de 2018.
Al seu funeral van assistir unes 30.000 persones, entre elles la primera dama de Tanzània, Salma Kikwete, el vicepresident Mohamed Gharib Bilal i el ministre de Cultura i Esports, Emmanuel Nchimbi.

## Filmografia

### Televisió
- Jahazi
- Dira
- Zizimo
- Tufani
- Sayari
- Taswira
- Gharika
- Baragumu

### Cinema
| Año  | Título               | Notas                                                                  |
| ---- | -------------------- | ---------------------------------------------------------------------- |
|      | Haviliki             |                                                                        |
|      | Neno                 |                                                                        |
|      | Ulingo               |                                                                        |
|      | Riziki               | amb Blandina Chagula                                                   |
|      | Sikitiko Langu       | amb Nuru Nassoro, Vincent Kigosi, Mahsein Awadh                        |
|      | Dangerous Desire     | amb Vincent Kigosi,Nuru Nasoro, Blandina Chagula                       |
|      | She is My Sister     | amb Mercy Johnson, Nkiru Sylvanus, Yvonne Cherrie                      |
|      | Penina               | amb Mahsein Awadh, Emmanuel Myamba                                     |
|      | Cross My Sin         | amb Mercy Johnson, Suzan Lewis                                         |
| 2007 | A Point Of No Return | amb Wema Sepetu, Mahsein Awadh                                         |
| 2008 | The Lost Twins       | amb Lucky Peter, Elizabeth Michael, Suzan Lewis                        |
|      | The Stolen Will      | amb Eizabeth Chijumba, Immaculate Aloyce                               |
|      | Village Pastor       | amb Aunt Ezekiel                                                       |
|      | Magic House          | amb Nargis Mohamed, Issa Mussa                                         |
|      | Oprah                | amb Irene Uwoya, Vincent Kigosi                                        |
|      | Red Valentine        | amb Wema Sepetu, Jacquline Wolper                                      |
|      | * Family Tears       | amb Elizabeth Michael, Wema Sepetu, Richard Bezednhout                 |
|      | The Movie's Director | amb Mercy Johnson, Nkiru Sylvanus, Elizabeth Chijumba, Olufemi Ogdegbe |
|      | Fake Smile           | amb Aunt Ezekiel, Yobnesh Yusuph                                       |
|      | Unfortunate Love     | amb Lisa Jensen, Aunt Ezekiel, Elizabeth Michael                       |
|      | Hero Of The Church   | amb Princess Sheila, Issa Musa, Juma Kilowoko                          |
|      | Saturday Morning     | amb Shamsa Ford, Hemed Suleiman, Issa Musa                             |
|      | Shauku               |                                                                        |
|      | Crazy Love           | amb Shamsa Ford, Hemed Suleiman, Issa Musa, Elizabeth Michael          |
| 2006 | Johari               | amb Blandina Chagula, Vincent Kigosi                                   |
| 2006 | Dar 2 Lagos          | amb Mercy Johnson, Nancy Okeke, Bimbo Akintola                         |
| 2010 | More Than Pain       | amb Lisa Jensen, Rose Ndauka                                           |
| 2010 | Young Billionare     | amb Aunty Ezekiel, Patcho Mwamba                                       |
| 2010 | "Ripple of tears"    | amb Elizabeth Michael                                                  |
| 2010 | Uncle JJ             | amb Khanifa Daudi, Patrick, Mayasa Mrisho, Patcho Mwamba               |
| 2010 | This Is It           | amb Khanifa Daudi, Patrick, Mayasa Mrisho, Patcho Mwamba               |
| 2010 | Off Side             | amb Irene Uwoya, Vincent Kigosi, Jacob Steven                          |
| 2010 | Payback              | amb Yvonne Cherryl, Yusuph Mlela                                       |
| 2010 | Black Sunday         | amb Yvonne Cherryl, Yusuph Mlela, Hemed Suleiman                       |
| 2010 | Young Billionare     | amb Aunty Ezekiel and Patcho Mwamba                                    |
| 2011 | Saturday Morning     | amb Irene Paul and Ben Franko                                          |
| 2011 | Deception            | amb Rose Ndauka, Patcho Mwamba, Bakari Makuka                          |
| 2011 | Devil Kingdom        | amb Ramsey Noah, Kajala Masanja                                        |
| 2011 | The Shock            | amb Shazy Sadry                                                        |
| 2011 | Moses                | amb Suzan Lewis, Shazy Sadri, Ndumbangwe Misayo                        |
| 2012 | Big Daddy            |                                                                        |
| 2012 | Because of You       | amb Rose Ndauka, Grace Mapunda                                         |
| 2012 | Ndoa Yangu           | amb Jacquline Wolper, Patcho Mwamba                                    |
| 2013 | Love & Power         | amb Irene Paul, Patcho Mwamba                                          |